# Eduard Koler
Eduard-Virgil Koler (n. 6 mai 1975) este un politician român, ales în 2024 deputat din partea partidului Alianța pentru Unirea Românilor (AUR). 

## Carieră politică (2024–prezent)
În urma alegerilor parlamentare din 2024 pe 1 decembrie, Koler a fost ales membru al Camerei Deputaților în circumscripția nr. 27 Mehedinți, preluând mandatul pe 21 decembrie. Ca deputat este membru al Comisiei pentru buget, finanțe și bănci, Comisiei pentru apărare, ordine publică și siguranță națională, precum comisiei pentru mediu și echilibru ecologic. Koler este secretar al grupurilor parlamentare de prietenie pentru Brazilia, și membru al grupurilor de prietenie pentru Croația, Algeria și Coasta de Fildeș.